# 徐氏宗祠 (太和县)
徐氏宗祠位于安徽省阜阳市太和县县城。1927年10月，杨虎城率国民联军第十军进驻太和县时，在此居住、办公。2003年，以徐氏宗祠暨杨虎城在太和旧居之名列为第五批安徽省文物保护单位。
宗祠始建于清朝乾隆年间，由徐广缙的祖父徐锡知主持修建。宗祠占地面积近百亩，刘墉曾题写两块扁额——“徐氏宗祠”和“抒忠晋爵”。宗祠遭遇过两次大破坏，至今已不足两亩。